# Белиций Тебаниан
Белиций Тебаниан (на латински: Bellicius Tebanianus) е политик и сенатор на Римската империя през 2 век.

## Биография
Произлиза от Виенна в Нарбонска Галия. Вероятно е син на Гай Белиций Наталис Тебаниан (суфектконсул 87 г.) и брат на Гай Белиций Флак Торкват Тебаниан (консул 124 г.).
През 118 г. Белеций е суфектконсул.
Вероятно е чичо на Гай Белиций Торкват (консул 143 г.) и Гай Белиций Калпурний Торкват (консул 148 г.).